# Honda С35A
С35A — V-подібний 6-циліндровий двигун, вироблений компанією Honda. Має по 4 клапани на циліндр та оснащений програмованою системою 4-точкового уприскування PGM-FI.
Встановлювався на автомобілі: Honda Legend третього покоління (1996 — 2004) :